# Via con il vento/Ora piangi
Via con il vento / Ora piangi è il primo singolo su 45 giri dei Quelli pubblicato nel 1965 dalla Ricordi.

## Tracce
Lato A
1. Via con il vento (Gian Pieretti e Ricky Gianco)

Lato B
1. Ora piangi (Gian Pieretti e Ricky Gianco)